# Paralecanium planum
Paralecanium planum är en insektsart som först beskrevs av Green 1896.  Paralecanium planum ingår i släktet Paralecanium och familjen skålsköldlöss.
Artens utbredningsområde är Sri Lanka. Inga underarter finns listade i Catalogue of Life.